# 蒙庫什·布揚-巴德爾戈
蒙庫什·布揚-巴德爾戈（1892年4月25日－1932年3月22日）是圖瓦政治家和國家領導人。出生後被一位諾彥（酋長）收養，1907至1909年間繼承養父成為部落首領。在圖瓦地區從中國管轄轉變為俄羅斯保護國（即烏梁海邊疆區）的過程中，他擔任所屬kozhuun（行政區劃）的諾彥。作為該保護區的核心人物，他於1921年主持全圖瓦立憲會議，推動建立獨立國家唐努圖瓦人民共和國（後更名為圖瓦人民共和國）。
作為執政黨圖瓦人民革命黨（TPRP）的領導人物，布揚-巴德爾戈於1921年成為新國家的國家元首。1922年卸任後，他相繼擔任政府首腦、TPRP總書記等要職。憑藉出色的外交才能，他主導與周邊國家就各項議題的談判，成功促使蘇聯和蒙古正式承認圖瓦主權。
然而1920年代末，布揚-巴德爾戈等圖瓦高層推廣佛教的舉措引發史達林不滿。1929年蘇聯支持下，部分圖瓦青年發動政變推翻政府，導致布揚-巴德爾戈等人被捕，他更於1932年未經審判遭處決。後世圖瓦人將他視為民族英雄，不僅為其建立多座紀念碑，更以他命名圖瓦共和國第二高等級榮譽勳章。

## 早年生涯
布揚-巴德爾戈1892年4月25日出生於巴倫-赫姆奇克kozhuun（行政區劃）的阿揚加蒂，靠近奧瓦雷格-赫姆奇格什河。出身貧困的阿拉特牧民家庭，父親蒙庫什·諾姆楚格以放牧為生。嬰兒時期經父母同意，他被統治圖瓦三分之一領土的赫姆奇克kozhuun諾彥海迪普·烏格爾-達收養。關於收養過程流傳多種傳說：其一稱海迪普夢見帳篷附近將誕生註定成為國家領袖的男孩；另一說法則描述布揚-巴德爾戈出生當日，海迪普「通過閱讀聖書得知有位命運非凡的男嬰降生」。他最終以綠茶和數頭牲畜「交換」獲得這個孩子。由於膝下無子，海迪普將他培養為諾彥繼承人，使其在優渥環境中成長。
養父高度重視布揚-巴德爾戈的教育。他自幼展現過人智慧，以「敏銳思維、高度自尊、優雅舉止與善於理性妥協」著稱。根據蒙庫什·克寧-洛普桑的記載，養父聘請多位語言專家教授他藏語和蒙古語（五歲啟蒙並迅速精通），還使其掌握梵語、俄語及漢語，並研習歷史、占星學、醫學等領域。作為佛教徒，他拜喇嘛奧斯卡爾·烏爾朱特為師。

## 諾彥時期與獨立前的圖瓦

### 繼承諾彥與早期統治
養父海迪普以「高尚品格、淵博學識與治世才能」聞名，尊號「烏格爾-達」意為「神聖推動者」。經歷日俄戰爭後，海迪普對俄羅斯人產生敵意。1907至1909年間，他應邀赴烏辛斯克與俄方談判，疑似遭下毒。離開時飲用不明飲料後，據目擊者描述「他的白牙因怪病變黑」，不久便去世。驗屍喇嘛達林·舒魯宣布他死於中毒。
養父逝世後，布揚-巴德爾戈繼承「公」爵位成為新任諾彥，時年15至17歲便在烏里雅蘇台正式就職。他成為圖瓦權力第二大的領袖（僅次於全境統治者安班-諾彥），管轄赫姆奇克kozhuun地區。俄羅斯研究者V.羅傑維奇記載：「已故王公（海迪普）的親屬（布揚-巴德爾戈）...在烏里雅蘇台被任命為赫姆奇克王公。他對俄羅斯人的政策尚不明確，但開始嚴厲統治屬下的赫姆奇克索約特人...新王公僅獲授赫姆奇克kozhuun，貝子公國未納入其管轄。」霍瓦雷格指出，當代牧民與kozhuun官員的回憶將其描述為「開明、睿智、體察民情，堅持依法依俗治世。他具備其他諾彥罕見的特質：包容、求知若渴、尊重專業人士」。
儘管年輕，布揚-巴德爾戈展現出「天生的外交家素質：機智、自信、靈活且善於妥協」。執政初期延續養父政策，維持與中國的友好關係，被視為「普遍親中反俄」。他試圖中止對俄貿易，並組建兩千人的軍隊保護中國商埠。1911年辛亥革命推翻清朝後，圖瓦歸屬問題浮現。年末各kozhuun統治者召開大會，與會者對圖瓦前途意見分歧：安班-諾彥主張併入俄羅斯，強調俄商帶來必需品，反觀中國商人「未供應民生商品」導致圖瓦人貧困。

### 烏梁海邊疆區時期
雖然布揚-巴德爾戈直至1911年底仍支持中國，但隨著清朝覆滅與外蒙古獨立，其立場顯著轉變。他轉而倡議圖瓦併入蒙古，大會最終宣布成立獨立的烏梁海共和國。部分kozhuun領袖隨後請求加入蒙古，但面對新中國政府試圖收回圖瓦與蒙古，多數圖瓦領袖（包括布揚-巴德爾戈）決定尋求俄羅斯保護。1913年10月26日，布揚-巴德爾戈致信俄羅斯皇帝尼古拉二世：
約三百年前（1616年），首位俄羅斯沙皇米哈伊爾·費多羅維奇在位時，我們的祖先——游牧於赫姆奇克河流域的部族——通過首位俄羅斯使者瓦西里·秋梅涅茨向俄羅斯宣誓效忠。如今滿清王朝覆滅，蒙古宣告獨立，我與所屬kozhuun失去庇護。由於人口稀少，烏梁海人仍無力自立。經慎重長久商議，我與僧俗官員及全體民眾一致懇請偉大的查干汗（白色可汗）接納整個kozhuun，置於至高無上的皇權庇護之下...
信中他還要求保留圖瓦頭銜、階級與職位，俄方不得干預佛教事務並免除圖瓦人兵役。這些條件獲准後，1914年4月17日烏梁海邊疆區正式成為俄羅斯保護國。新保護區劃分七個kozhuun，由烏赫里德統治，最高長官為安班-諾彥；另設專員（實質代表俄國內政部，負責安置俄羅斯移民）。至1917年，約1.2萬俄羅斯人遷入圖瓦，多數定居新行政中心別洛查爾斯克（今克孜勒）。該城建設計劃由布揚-巴德爾戈協調制定。
儘管成為保護國，部分圖瓦精英仍親蒙或親華，且蒙中兩國未放棄對該地區的主權主張，持續施加影響。俄國參與第一次世界大戰後，邊疆區精英對俄疑慮加深，親華派勢力增強。二月革命後，臨時政府維持保護國地位，1917年8月在西伯利亞設立地方改組政府。然而沙皇統治短暫，1918年3月蘇維埃接管該地區，隨即推行激進的財產再分配政策，沒收俄羅斯富商資產與牲畜。
此舉引發精英階層反抗，他們引入蒙中軍隊與外交人員，強化與兩國的政治經濟聯繫。蒙中軍隊進駐可能引發與當地紅軍衝突，但鄂木斯克西伯利亞臨時政府通過談判促使兩國撤軍。反蘇行動成功後，1918年7月當地蘇維埃政府垮台，由彼得·沃洛戈茨基領導的臨時政府接管。期間布揚-巴德爾戈深化與中國關係，並作為主要談判代表與臨時政府商討地區未來。雖然多數圖瓦政教精英希望併入蒙古，他開始主張圖瓦獨立與民族自決權，組織酋長會議起草未來獨立國家的憲法。
1918年夏舉行的烏梁海邊疆區俄羅斯人大會決議建立蘇維埃政權，承認圖瓦人建立民族國家的權利。俄國內戰期間的多次衝突延遲了烏梁海獨立進程。1918年秋中國軍隊佔領該地區南部與西部，蒙古軍隊隨後控制更多南部領土。1919年初圖瓦官員發動反俄暴動驅逐臨時政府，使蒙中加強控制。但1921年蘇聯擊敗反對派白軍領袖亞歷山大·高爾察克後，驅逐蒙中勢力全面接管該地區。

## 圖瓦人民共和國時期

### 全圖瓦立憲會議
1921年6月，布揚-巴德爾戈代表兩個kozhuun與西伯利亞革命委員會代表I·G·薩菲亞諾夫率領的俄羅斯代表團會晤，討論圖瓦獨立問題。他聲明：
地區獨立問題是長期存在的痛點...烏梁海人多年爭取解放，但因弱小始終未能完全擺壓迫。當前時刻，烏梁海人感受到蘇維埃俄羅斯政府的強力保護，民族自決的條件比以往任何時候都更有利。
會談促成1921年8月召開決定圖瓦未來的會議。8月13日至16日舉行的全圖瓦立憲會議被稱為「圖瓦民族史上最具里程碑意義的事件」，與會者包括九個kozhuun中的七個代表（共63人）、17名俄羅斯代表（含薩菲亞諾夫）、3名蒙古代表及1名共產國際遠東秘書處代表。布揚-巴德爾戈被公認為圖瓦統治者中「最具威望與學識者」，當選會議主席。會議宣布成立獨立的唐努圖瓦人民共和國（TRPR），宣告這是「自由人民的自由國家，內政不受任何外力干涉」。效法蘇聯，唐努圖瓦成為共產主義政權，當時全球僅三個此類國家。
霍瓦雷格指出，布揚-巴德爾戈在會議中展現「審慎、周到、適度民主的政治家形象」，是「獨立自主圖瓦的堅定支持者」。因其主導會議的貢獻，他被視為圖瓦國家奠基人之一。會議還制定首部憲法，他主張「需與傳統法律保持某種連續性」。最具爭議的條款是俄方要求廢除刑求，他最初反對但最終接受。他還推動憲法確立公民平等權，《Tuva.Asia》評價此為「巨大成就——直接從封建制度躍入民主規範社會」。

### 1921至1929年政治生涯
唐努圖瓦建國後，成立由各kozhuun代表組成的中央總委員會政府，布揚-巴德爾戈在I·G·薩菲亞諾夫建議下出任委員會主席。自1921年8月16日起，他成為圖瓦國家元首並行使政府首腦職權，同時是執政黨圖瓦人民革命黨（TPRP）領導人之一。
獨立後的唐努圖瓦與蘇聯保持密切關係。《二十世紀圖瓦民族政治史》指出，布揚-巴德爾戈是「少數在共和國初期積極維護年輕國家主權的圖瓦政治家」。他擔任國家元首至1922年2月，同年轉任部長會議（內閣）副主席並出席TPRP中央委員會會議。他參與創建的TPRP於1922年解散，1923年5月25日重組後他重新入黨，並參與制定1923年新憲法。
1923年9月20日，布揚-巴德爾戈出席在克孜勒召開的第一屆大呼拉爾（人民代表大會），會議將國家重新劃分為六個kozhuun，廢除封建頭銜、建立財政體系與預算制度並開徵稅收。新內閣成立後，他出任部長會議主席（相當於總理），內閣成員包括副主席丹津-奧爾、司法部長奧雲·索杜南-巴爾奇爾、外交部長索揚·奧魯伊古、財政部長赫爾特克·阿南迪與內政部長丹濟林。除部長會議主席外，他還兼任外交部长。
1924年7月至8月，布揚-巴德爾戈主持圖瓦、俄羅斯與蒙古三方會議，解決赫姆奇克kozhuun武裝衝突，駁回兩名圖瓦領袖提出的併入蒙古議案。他堅決主張維持獨立，會議後蘇聯正式承認唐努圖瓦主權，1925年與蘇聯建交，1926年獲蒙古承認。1924年9月，他參與制定新憲法，在第二屆大呼拉爾通過，宣告國家沿非資本主義路線發展，確立TPRP為唯一政黨及共產國際圖瓦分部。
此時布揚-巴德爾戈被視為「處於政治生涯巔峰」，V·A·杜布羅夫斯基評價道：「憑藉天賦、教養、智慧與遠見...他在圖瓦人、俄羅斯人與蒙古人中享有當之無愧的威望」。他被譽為「人民利益的嫻熟捍衛者」與傑出外交家。1925年10月，TPRP設立政治局與總書記職位，他當選首任總書記。12月他推動成立TPRP青年團（數年前即支持此構想），並在革命青年聯盟全圖瓦大會致辭。他獲授榮譽革命青年成員稱號並進入青年團中央委員會。

1926年採用的首面圖瓦國旗

布揚-巴德爾戈參與制定1926年憲法，國名改為圖瓦人民共和國（TPR），並確立首面正式國旗與國徽。1926年連任總書記後，他於1927年9月辭職。儘管卸任，共產國際代表S·A·納措夫仍提名他連任，聲明：「布揚-巴德爾戈同志在黨的領導崗位上為黨的發展貢獻卓著。尤其值得注意的是，他建立了與共產國際的聯繫，使黨成為農民國際成員。這些成就是誰的功勞？全屬布揚-巴德爾戈同志一人。」1926年11月他出任財政部長，任內於1927年8月與俄方簽署黃金勘探開採合約。1928至1929年間擔任小呼拉爾秘書，同時主管圖瓦安全部門調查局。
1920年代，布揚-巴德爾戈積極參與立法，主持法律委員會並起草婚姻家庭法。蘇聯外交官A·G·斯塔爾科夫將他對圖瓦的影響比作列寧對俄羅斯的貢獻，S·A·納措夫稱其為蒙古、中國等多國熟知的「著名人物」。1926年造訪圖瓦的俄羅斯民族學家M·G·萊文評價：「他的裝束、舉止與睿智面容在眾人中脫穎而出。布揚-巴德爾戈曾是王公，如今是國家實際領導人，也是這個年輕成長中社群的領袖。」

## 1929年政變與處決
布揚-巴德爾戈堅定支持佛教，多次出席全圖瓦喇嘛大會。1920年代中後期，圖瓦政府首腦東杜克·庫拉爾試圖建立佛教神權政治，此舉激怒蘇聯領導人史達林。政治分歧由此加劇：「右派」（包括布揚-巴德爾戈等「前王公、高級官員、喇嘛與富裕圖瓦人」）與蘇聯支持的「左派」（反對這些傳統精英）。左派主張清除TPRP中的「異己分子」，對庫拉爾與布揚-巴德爾戈等人的立場表示「不滿」。
布揚-巴德爾戈曾派遣多名圖瓦青年赴東方勞動者共產主義大學深造，這些受蘇聯影響的青年於1929年發動政變，薩爾恰克·托卡等人掌權後推行蘇聯化政策。布揚-巴德爾戈被罷黜、開除黨籍並強制遷至其他kozhuun。
1930年3月赫姆奇克kozhuun爆發武裝叛亂，被認為是「前貴族與佛教僧侶為抹黑新政府所策動」。事後布揚-巴德爾戈未經調查即遭逮捕，罪名是策劃此次叛亂及1924年另一起事件。他在克孜勒獄中羈押兩年，期間創作九首以「哀愁」為題的輓歌。他悲嘆親手培養的青年背叛自己，在詩中寫道「我教導的人成了猛虎」。最後一首詩預見自己將被處決，寫下「我名的哀愁」，但堅信「揭露謊言的日子終將到來...那時世人會頌揚我的正直」。
1932年，TPRP政治局宣布布揚-巴德爾戈為「人民公敵」，指控其參與「反革命匪幫活動」。3月22日，39歲的他未經審判即遭槍決，東杜克·庫拉爾等多名前圖瓦領導人同期遇害。

## 個人生活與歷史評價

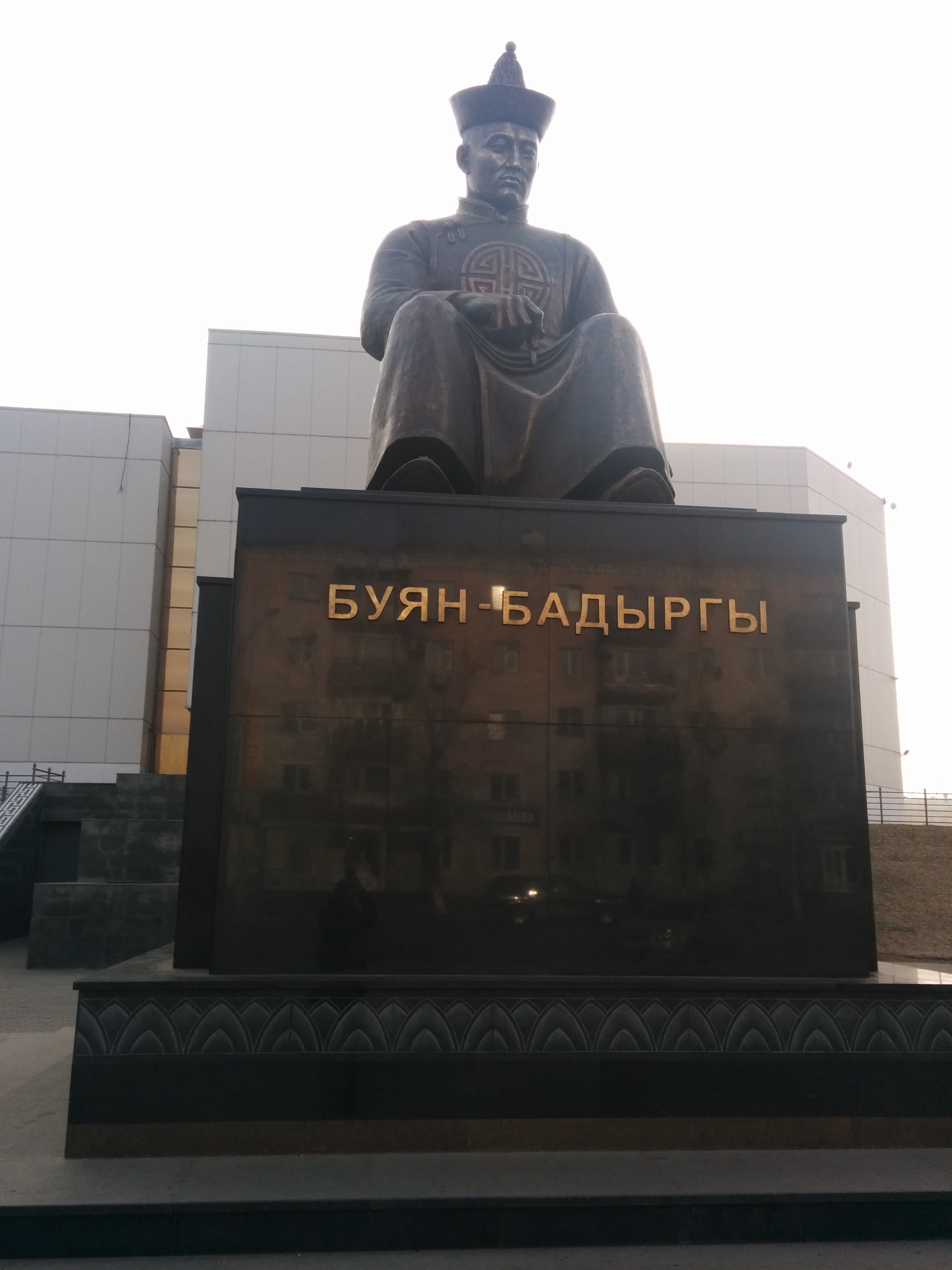
布揚-巴德爾戈紀念碑

布揚-巴德爾戈已婚但無親生子女，收養三名孩童（包括取名登比凱的友人女兒）。全家居住於上查丹寺附近的河畔。養子女後裔至今仍居圖瓦。
圖瓦人民共和國最終於1944年併入蘇聯。蘇聯時期史學家常貶抑布揚-巴德爾戈，但蘇聯解體後他成為地區英雄，被尊為「真正的民主主義者與人民利益守護者」。1994年獲部分平反，2007年完全恢復名譽。
圖瓦多條街道與博物館以他命名。蒙庫什·克寧-洛普桑2000年出版兩卷本傳記《布揚-巴德爾戈》。2007年謝爾蓋·巴德拉根據該書創作三幕歌劇首演。2012年，圖瓦政府設立「布揚-巴德爾戈勳章」作為地區第二高榮譽（僅次於共和國勳章），首位獲勳者為克寧-洛普桑。2014年9月，首座布揚-巴德爾戈紀念碑在首都克孜勒落成，2015年再立第二座。他的名字載入國家級文獻《二十世紀圖瓦榮譽人物》，此榮譽相當於獲授圖瓦最高勳章「共和國勳章」。

### 引用
1. 1 2   [Today is the 130th anniversary of Mongush Buyan-Badyrgy]. 圖瓦真理報. 2022年4月25日  [2025年4月8日]. （原始内容存档于2022年4月25日） （俄语）.
2. 1 2 3 4 5  Khovalyg, Salimaa 2007，第51頁.
3. ↑  Shoĭgu & Shoĭgu 2007，第30頁.
4. 1 2 3 4 5 6 7 8 9   [A scientific and practical conference is dedicated to the founder of Tuvan statehood]. 圖瓦在線. 2007年7月27日 （俄语）.
5. ↑  Mongush & Devlet 2001，第47頁.
6. 1 2 3 4 5 6 7 8 9 10 11 12 13 14 15 16 17 18 19 20 21
7. 1 2 3 4 5 6 7 8  Khovalyg, Salimaa 2007，第52頁.
8. 1 2 3  Markus 2006，第103頁.
9. 1 2 3 4   [Mongush Buyan-Badyrgy: from a herdsman's son to the Head of State]. Khural.org. 圖瓦共和國大呼拉爾. （原始内容存档于2022年6月6日） –時光機 （俄语）.
10. 1 2 3 4 5 6 7 8 9 10 11 12 13 14 15 16 17  喬羅特金, 泰奇提克別克.  [The founder of the Tuva Ulus, Buyan-Badyrgy, was an innocent bystander in 1932.]. 自由電台. 自由歐洲電台. 2018年10月17日  [2025年4月8日]. （原始内容存档于2024年9月14日） （柯尔克孜语）.
11. 1 2 3 4 5 6  Andreevna, Oidupaa Alena 2022，第47頁.
12. 1 2 3  Khovalyg, Salimaa 2007，第54頁.
13. 1 2  Khovalyg, Salimaa 2007，第53頁.
14. 1 2 3 4  Moskalenko, Nelli 2004，第139–140頁.
15. ↑  Khovalyg, Salimaa 2007，第55頁.
16. 1 2 3 4 5  Khovalyg, Salimaa 2007，第56頁.
17. 1 2 3 4 5 6  Alekseevich, Molchanov Leonid 2012，第84–85頁.
18. 1 2 3 4  Alekseevich, Molchanov Leonid 2012，第86頁.
19. 1 2 3 4  Alekseevich, Molchanov Leonid 2012，第87頁.
20. 1 2 3   [Republic of Tuva]. Vexillographia.ru. 俄羅斯紋章與旗幟學中心. （原始内容存档于2022年3月23日） –時光機 （俄语）.
21. ↑  Alekseevich, Molchanov Leonid 2012，第91頁.
22. ↑  Alekseevich, Molchanov Leonid 2012，第91–92頁.
23. 1 2 3 4 5 6 7 8 9 10 11 12 13 14  蒙庫什·森達日耶維奇, 巴伊爾-奧爾.  [Three pillars of Tuvan statehood]. Tuva.Asia. 2011年  [2025-04-08]. （原始内容存档于2024-09-14） （俄语）.
24. 1 2 3 4 5 6 7  Khovalyg, Salimaa 2007，第58頁.
25. 1 2 3 4 5  漢南, 馬丁. . 國民報. 2021年8月14日: M24 –Newspapers.com.
26. 1 2  安圖菲耶娃, 娜傑日達. . Tuva.Asia. 2011年3月4日  [2025年4月8日]. （原始内容存档于2025年3月13日）.
27. 1 2  Moskalenko, Nelli 2004，第141頁.
28. 1 2 3 4  Khovalyg, Salimaa 2007，第59頁.
29. 1 2 3  Shoĭgu & Shoĭgu 2007，第34頁.
30. 1 2  Khovalyg, Salimaa 2007，第59–60頁.
31. 1 2 3 4  Khovalyg, Salimaa 2007，第60頁.
32. 1 2 3  Khovalyg, Salimaa 2007，第61頁.
33. 1 2  Khovalyg, Salimaa 2007，第63頁.
34. 1 2  Khovalyg, Salimaa 2007，第64頁.
35. 1 2 3 4 5 6   [Buyan-Badyrgy: I will remain in the whispers of my people]. 圖瓦在線. 2006年10月30日 （俄语）.
36. 1 2 3  Khovalyg, Salimaa 2007，第66頁.
37. 1 2 3  Andreevna, Oidupaa Alena 2022，第48頁.
38. ↑  Khovalyg, Salimaa 2007，第67頁.
39. ↑  Khovalyg, Salimaa 2007，第68頁.
40. ↑   [The first part of the Tuvan opera was presented to the general public]. 圖瓦在線. 2007年3月28日 （俄语）.
41. ↑   [The first recipients of the new state award of Tuva - the Order of Buyan-Badyrgy - were Sergei Shoigu and Mongush Kenin-Lopsan]. 圖瓦在線. 2014年1月20日  [2025年4月8日]. （原始内容存档于2025年1月26日） （俄语）.
42. ↑   [A second monument to the founder of Tuvan statehood, Mongush Buyan-Badyrgy, has been erected in Tuva]. Tuva.Asia. 2015年7月26日  [2025年4月8日]. （原始内容存档于2024年8月11日） （俄语）.
43. ↑  Khovalyg, Salimaa 2007，第42頁.

### 文獻
- Shoĭgu, S. K.; Shoĭgu, Kuzhuget.  [Uryanghai: Tyva depter: anthology: in seven volumes]. Слово（俄语）. 2007. ISBN 9785850509262 （俄语）.
- Mongush, Marina Vasilyevna; Devlet, Marianna Artashirovna.  [History of Buddhism in Tuva: second half of the 6th - end of the 20th century]. Nauka. 2001. ISBN 9785020306264.

- Markus, Sergey.  [Tuva: dictionary of culture]. Академический проект. 2006. ISBN 9785902358930 （俄语）.

- Khovalyg, Salimaa.  [Personality in history: Mongush Buyan-Badyrgy]. Вестник Евразии (Bulletin of Eurasia). 2007, 36 (2): 42–71 –CyberLeninka （俄语）.

- Moskalenko, Nelli.  [Ethnopolitical history of Tuva in the 20th century]. Nauka. 2004. ISBN 9785020098664 （Russian）.

- Andreevna, Oidupaa Alena.  [Buyan-Badyrgy Mongush in Memory of the Tuvinian People. On the 130th Anniversary of His Birth]. Ермолаевские чтения (Ermolaevskie Readings). 2022: 44–49 –CyberLeninka （俄语）.

- Alekseevich, Molchanov Leonid.  [Uryanchay Krai Under the Protectorate of the Anti-Bolshevist Authorities of Siberia (1918–1919)]. The New Historical Bulletin（俄语）: 84–92. 2012 –CyberLeninka （俄语）.

## 延伸閱讀
- Kenin-Lopsan, Mongush.  [Buyan-Badyrgy]. Новости Тувы (News of Tuva). 2000 （俄语）.